# Baldaquino

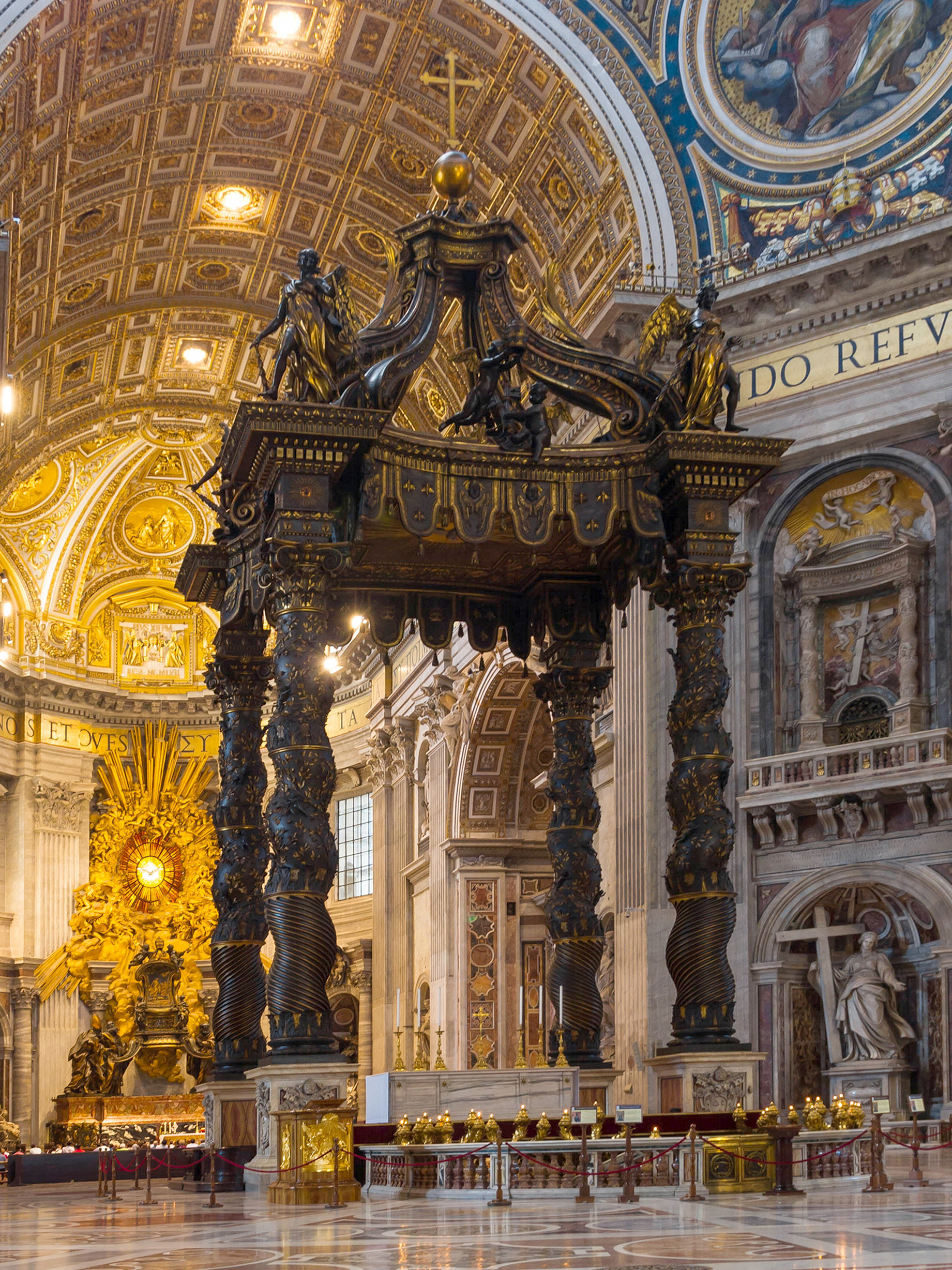
Baldaquino de la Basílica de San Pedro.

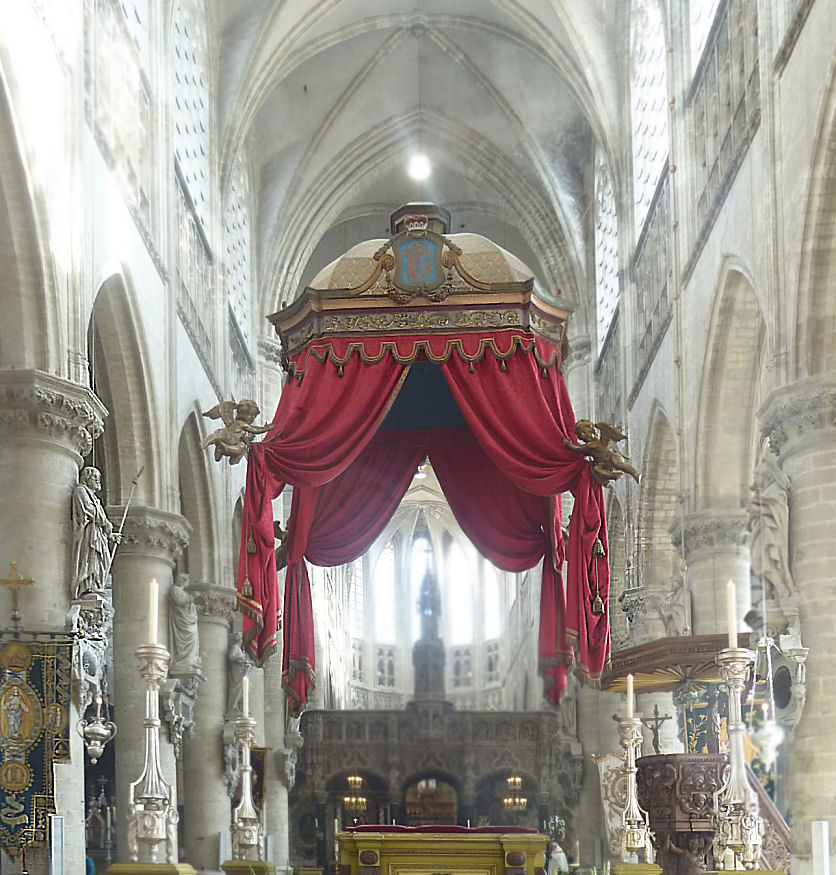
Iglesia de San Gumaro,
en Lier, Bélgica.

El baldaquino (italianismo para baldacchino, proveniente a su vez de Baldac, nombre con que se conocía en la Edad Media a la ciudad de Bagdad) es una especie de templete formado por cuatro columnas que sostienen una cúpula o dosel plano, destinado a cobijar el altar cuando tiene posición aislada. De sus columnas y arquitrabes pendían en la Edad Media cortinas preciosas, que siempre ocultaban por completo de la vista del pueblo el altar y los celebrantes, práctica seguida en las iglesias de Oriente por medio del iconóstasis, cuyas puertas se cierran en el acto más solemne de la celebración.

## Historia
Empezó a usarse el baldaquino en el siglo IV y continuó usándose en las basílicas que imitan el estilo de las de Roma, y en las bizantinas como la de San Marcos de Venecia. Cuando el altar se hallaba adosado, se sustituía el baldaquino por una especie de dosel de telas o de madera pintada que desapareció cuando los retablos se hicieron de grandes dimensiones. Del dosel o baldaquín pendían objetos votivos, la cruz y la cajita con el Reservado. El baldaquino más notable que en España se conoce se halla en la catedral de Gerona cobijando el altar mayor con su retablo de plata obra ambos del siglo XIV con figuras cinceladas y esmaltadas. Otro baldaquín, más antiguo, lo conserva el Museo de Barcelona (del siglo XII al XIII); es de madera pintada y con figuras también de Jesucristo y de los santos en un cielo abovedado.

## Etimología
El término baldaquino deriva del italiano baldacchino, que a su vez viene de la palabra homónima con la que se designaba al tejido con el que se formaba, y que debe su nombre al hecho de proceder de Bagdad (en italiano antiguo Baldac o Baldacco), capital del actual Irak.

## Otros usos

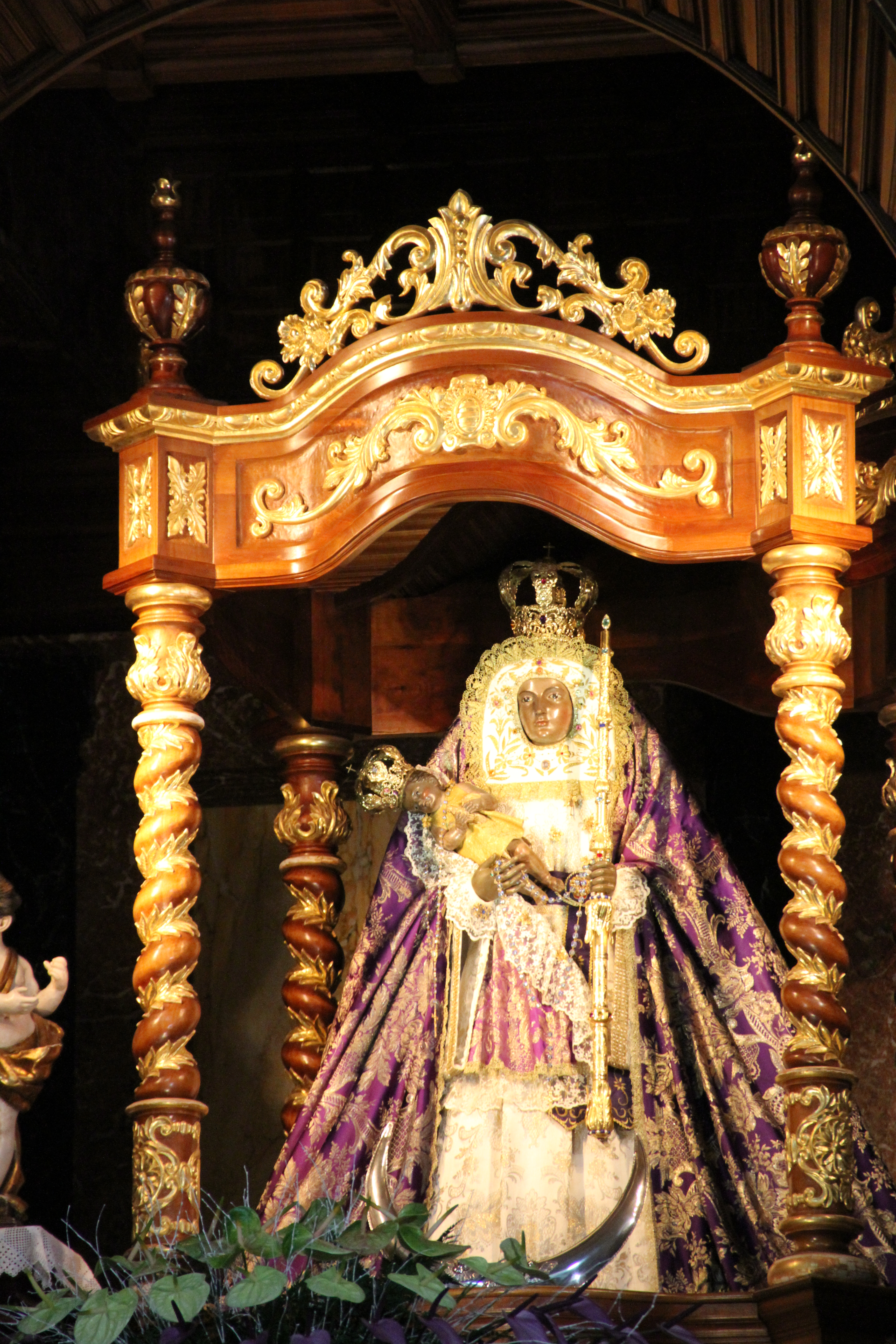
En la imagen, trono de baldaquino de la Virgen de Candelaria en Tenerife (Islas Canarias). Dicho trono está inspirado en el Baldaquino de la Basílica de San Pedro del Vaticano.

En las Islas Canarias (España) la arquitectura del baldaquino dio lugar una tipología de artilugio de culto único en este archipiélago español, se trata de las llamadas "andas de baldaquino" también llamadas "tronos de baldaquino". Se trata de una pieza para transportar en procesión a las imágenes de devoción que respeta la tipología típica del baldaquino, es decir: una construcción arquitectónica de tipo central, de planta cuadrada, poligonal o circular, pero con un condicionante esencial, estar soportado por columnas exentas. La función principal de las andas de baldaquino es la de realzar la dignidad; dedicado primeramente a la eucaristía, aunque también se destina a la veneración de las imágenes.
En Canarias los baldaquinos suelen ser de plata, de madera o bien, de madera dorada o de madera sobrevestida de plata. Puesto que la función principal de las andas de baldaquino es la de realzar la dignidad de una imagen religiosa, también existen tronos de baldaquinos que no tienen una función procesional, sino las de realzar a las imágenes en sus retablos o altares.